# Омар II (маї Борну)
Омар II (*д/н —1474) — 16-й маї Борну в 1473—1474 роках.

## Життєпис
Походив з династії Сейфуа. Син маї Абдаллаха III. З 1430-х років разом з братом Мухаммадом боровся проти інших родичів. Про обставини цієї війни обмаль відомостей. 1463 року братам вдалося здобути перемогу над маї Ґаджі, але брат Мухаммад загинув від Османа ібн Кадая, що став новим правителем.
Омар почав боротьбу проти нового маї. Іншим могутнім суперником став Алі ібн Зейнаб. Боротьба тривала до 1473 року, коли останній переміг маї Османа IV. Але Омар змусив Алі залишити столицю Каґу. 
Проте Омар II отримав нового суперника — Мухаммада, небожа Османа IV. До того ж своїми жорстокими заходами в наведенні ладу налаштував проти себе знать. 1474 року маї Омар II зазнав поразки й загинув. Трон перейшов до Мухаммада IV.